# سی و هشتمین دوره جوایز اسکار
سی و هشتمین دوره مراسم اعطای جوایز اسکار (انگلیسی: 38th Academy Awards) در روز ۱۸ آوریل ۱۹۶۶ در سالن اجتماعات سنتا مونیکا سنتا مونیکا برگزار شد. در این مراسم بهترین فیلم‌های سال ۱۹۶۵ جهان به انتخاب آکادمی علوم و هنرهای تصاویر متحرک جایزه گرفتند.
باب هوپ مجری این مراسم بود.

## جوایز
برندگان نخست و در حروف برجسته پررنگ فهرست شده‌اند.
| جایزه اسکار بهترین فیلم | جایزه اسکار بهترین کارگردانی |
| --- | --- |
| - اشک‌ها و لبخندها - عزیز - دکتر ژیواگو - کشتی احمق‌ها - هزاران دلقک | - رابرت وایز – اشک‌ها و لبخندها - دیوید لین – دکتر ژیواگو - جان شلزینجر – عزیز - ویلیام وایلر – گردآورنده - تشیگاهارا هیروشی – زن در ریگ روان |
| جایزه اسکار بهترین بازیگر نقش اول مرد | جایزه اسکار بهترین بازیگر نقش اول زن |
| - لی ماروین – کت بالو - ریچارد برتون – جاسوس جنگ سرد - لارنس الیویه – اتللو - راد استایگر – گروبردار - اسکار ورنر – کشتی احمق‌ها | - جولی کریستی – عزیز - جولی اندروز – اشک‌ها و لبخندها - سامانتا اگار – گردآورنده - الیزابت هارتمن – تکه‌ای آبی - سیمون سینیوره – کشتی احمق‌ها |
| جایزه اسکار بهترین بازیگر نقش مکمل مرد | جایزه اسکار بهترین بازیگر نقش مکمل زن |
| - مارتین بالسام – هزاران دلقک - ایان بانن – پرواز ققنوس - تام کورتنی – دکتر ژیواگو - مایکل دان – کشتی احمق‌ها - فرانک فینلی – اتللو | - شلی وینترز – تکه‌ای آبی - روث گوردون – درون دیزی کلاور - جویس ردمن – اتللو - مگی اسمیت – اتللو - پگی وود – اشک‌ها و لبخندها |
| جایزه اسکار بهترین فیلم‌نامه غیراقتباسی | جایزه اسکار بهترین فیلم‌نامه اقتباسی |
| - عزیز – فردریک رافائل - Casanova 70 – آجنور اینکروچی، فوریو اسکارپلی، ماریو مونیچلی، تونینو گوئرا، Giorgio Salvioni و سوزو چکی دامیکو - چترهای شربورگ – ژاک دمی - ترن – Franklin Coen و Frank Davis - مردان پرابهت در طیاره‌های پرسرعت – جک دیویس و کن آناکین | - دکتر ژیواگو – رابرت بولت - هزاران دلقک – Herb Gardner - کت بالو – والتر نیومن و فرانک پیرسون - کشتی احمق‌ها – ابی مان - گردآورنده – Stanley Mann و John Kohn |
| Best Foreign Language Film | جایزه اسکار بهترین ترانه |
| - فروشگاه در خیابان اصلی (چکسلواکی) - کوایدان (ژاپن) - Dear John (سوئد) - ازدواج به سبک ایتالیایی (ایتالیا) - Blood on the Land (یونان) | - "The Shadow of Your Smile" from مرغ دریایی (فیلم ۱۹۶۵) – موسیقی اثر جانی مندل، ترانه اثر پل فرنسیس وبستر - "The Ballad of Cat Ballou" from کت بالو – موسیقی اثر Jerry Livingston, ترانه اثر Mack David - "I Will Wait for You" from چترهای شربورگ – موسیقی اثر میشل لوگران، ترانه اثر ژاک دمی - "The Sweetheart Tree" from مسابقه بزرگ – موسیقی اثر هنری مانچینی، ترانه اثر جانی مرسر - "What's New Pussycat?" from تازه چه خبر پوسی‌کت؟ –موسیقی اثر برت بکراک، ترانه اثر هل دیوید |
| جایزه اسکار بهترین فیلم مستند | Best Documentary Short |
| - داستان النور روزولت - The Battle of the Bulge... The Brave Rifles - The Forth Road Bridge - Let My People Go: The Story of Israel - Mourir à Madrid | - To Be Alive! - Mural on Our Street - Nyitany - Point of View - Yeats Country |
| جایزه اسکار بهترین فیلم کوتاه | جایزه اسکار بهترین پویانمایی کوتاه |
| - The Chicken – کلود بری - Fortress of Peace – Lothar Wolff - Skaterdater - برف - Time Piece – جیم هنسن | - The Dot and the Line: A Romance in Lower Mathematics - Clay or the Origin of Species - The Thieving Magpie |
| جایزه اسکار بهترین موسیقی فیلم | جایزه اسکار بهترین موسیقی فیلم |
| - دکتر ژیواگو – موریس ژار - تکه‌ای آبی – جری گلدسمیت - چترهای شربورگ – میشل لوگران و ژاک دمی - رنج و سرمستی (فیلم ۱۹۶۵) – الکس نورث - بزرگترین داستان عالم – آلفرد نیومن | - اشک‌ها و لبخندها – اروین کاستل - چترهای شربورگ – میشل لوگران - کت بالو – فرنک د وال - هزاران دلقک – Don Walker - The Pleasure Seekers – لایونل نیومن و الکساندر کارج |
| جایزه اسکار بهترین تدوین صدا | Best Sound Mixing |
| - مسابقه بزرگ – Treg Brown - قطار سریع‌السیر فون راین – والتر روسی | - اشک‌ها و لبخندها – James Corcoran, Fred Hynes - Shenandoah – Waldon O. Watson - دکتر ژیواگو – A.W. Watkins, Franklin Milton - رنج و سرمستی (فیلم ۱۹۶۵) – James Corcoran - مسابقه بزرگ – George Groves |
| جایزه اسکار بهترین طراحی صحنه | جایزه اسکار بهترین طراحی صحنه |
| - کشتی احمق‌ها – Robert Clatworthy, Joseph Kish - King Rat – Robert Emmet Smith, Frank Tuttle - تکه‌ای آبی – George Davis, Urie McCleary, Henry Grace, Charles S. Thompson - The Slender Thread – Hal Pereira, Jack Poplin, Robert R. Benton, Joseph Kish و Elliot Scott; Set Decoration: Henry Grace و Robert R. Benton - جاسوس جنگ سرد – Hal Pereira, Tambi Larsen, Ted Marshall, جوزی مک‌آوین | - دکتر ژیواگو – John Box, Terence Marsh, Dario Simoni - رنج و سرمستی (فیلم ۱۹۶۵) – John DeCuir, Jack Martin Smith, Dario Simoni - بزرگترین داستان عالم – Richard Day, William Creber, David S. Hall (فهرست نامزدان و برندگان جایزه اسکار پس از مرگ), Ray Moyer, Fred M. MacLean, Norman Rockett - درون دیزی کلاور – Robert Clatworthy, George James Hopkins - اشک‌ها و لبخندها – Boris Leven, Walter M. Scott, Ruby Levitt                                                           |
| جایزه اسکار بهترین فیلمبرداری | جایزه اسکار بهترین فیلمبرداری |
| - کشتی احمق‌ها – ارنست لاسلو - در راه خطر – لویال گریگز - King Rat – برنت گافی - موریتوری (فیلم ۱۹۶۵) – کنراد هال - تکه‌ای آبی – رابرت برکس | - دکتر ژیواگو – فردی یانگ - رنج و سرمستی (فیلم ۱۹۶۵) – لئون شامروی - مسابقه بزرگ – راسل هارلن - بزرگترین داستان عالم – ویلیام سی. ملور (پس از مرگش) و لویال گریگز - اشک‌ها و لبخندها – تد مک‌کورد |
| جایزه اسکار بهترین طراحی لباس | جایزه اسکار بهترین طراحی لباس |
| - عزیز – جولی هریس - موریتوری (فیلم ۱۹۶۵) – Moss Mabry - A Rage to Live – Howard Shoup - کشتی احمق‌ها – ژان لوئی و بیل توماس - The Slender Thread – ادیت هد | - دکتر ژیواگو – Phyllis Dalton - رنج و سرمستی (فیلم ۱۹۶۵) – ویتوریو نینو نووارز - بزرگترین داستان عالم – مارجوری بست و ویتوریو نینو نووارز - درون دیزی کلاور – ادیت هد و بیل توماس - اشک‌ها و لبخندها – دوروتی جیکنس |
| جایزه اسکار بهترین تدوین | جایزه اسکار بهترین جلوه‌های تصویری |
| - اشک‌ها و لبخندها – ویلیام اچ. رینولدز - کت بالو – چارلز نلسون - دکتر ژیواگو – Norman Savage - پرواز فونیکس – مایکل لوچانو - مسابقه بزرگ – رالف ای. وینترز | - گلوله آتشین – John Stears - بزرگترین داستان عالم – J. McMillan Johnson |

### جایزه بشردوستانه ژان هرشولت
Edmond L. DePatie

### جایزه اسکار یادبود ایروینگ جی. تالبرگ
ویلیام وایلر

## فیلم‌های با بیش از یک جایزه یا نامزدی
| These films had multiple nominations: - ۱۰ نامزدی: دکتر ژیواگو و اشک‌ها و لبخندها - ۸ نامزدی کشتی احمق‌ها - ۵ نامزدی The Agony and the Ecstasy, کت بالو , عزیز, The Great Race, The Greatest Story Ever Told و Patch of Blue - ۴ نامزدی اتللو, هزاران دلقک و چترهای شربورگ - ۳ نامزدی The Collector و Inside Daisy Clover - ۲ نامزدی The Flight of the Phoenix, King Rat, Morituri, The Slender Thread و جاسوس جنگ سرد | The following films received multiple awards. - ۵ برنده: دکتر ژیواگو و اشک‌ها و لبخندها - ۳ برنده: عزیز - ۲ برنده: کشتی احمق‌ها |

## جستارهای ویژه
- بیست و سومین مراسم گلدن گلوب
- 1965 in film
- 8th Grammy Awards
- 17th Primetime Emmy Awards
- 18th Primetime Emmy Awards
- نوزدهمین دوره جوایز بفتا
- 20th Tony Awards